# Agaricia tenuifolia
Agaricia tenuifolia là một loài san hô trong họ Agariciidae. Loài này được Dana mô tả khoa học năm 1848.

## Hình ảnh

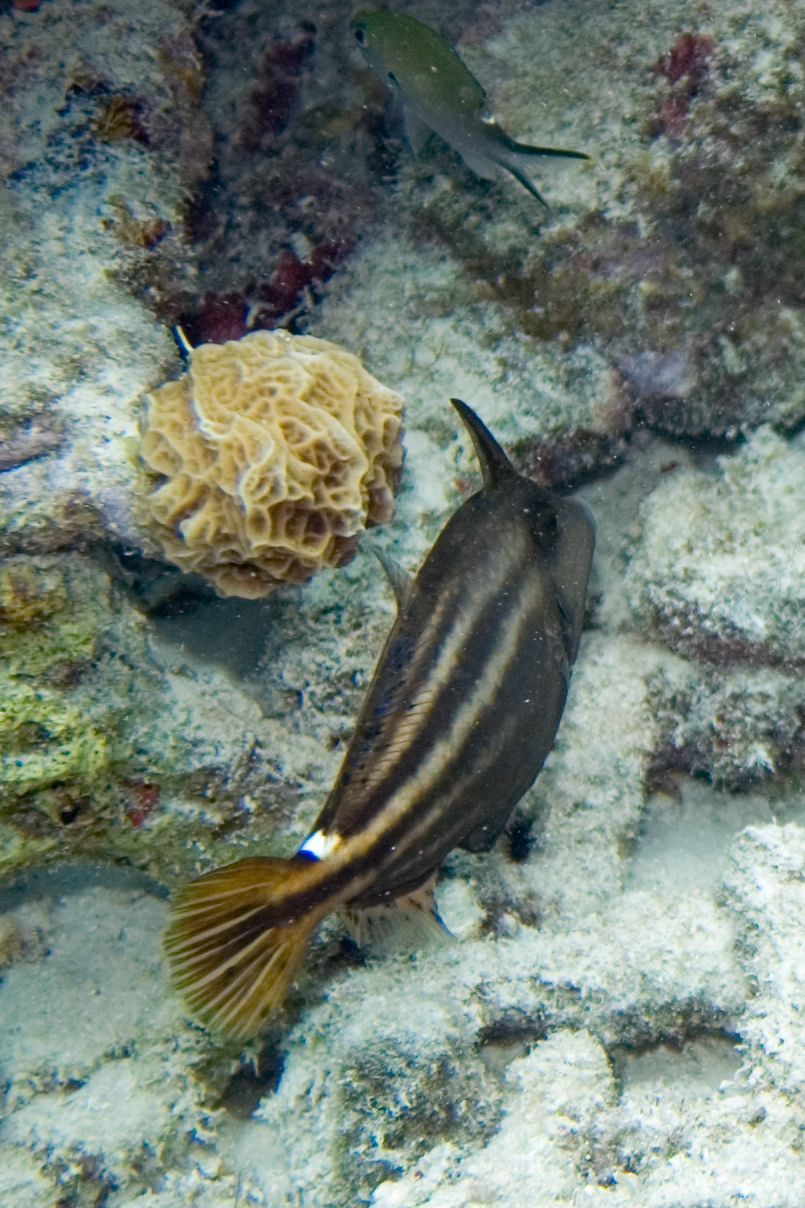
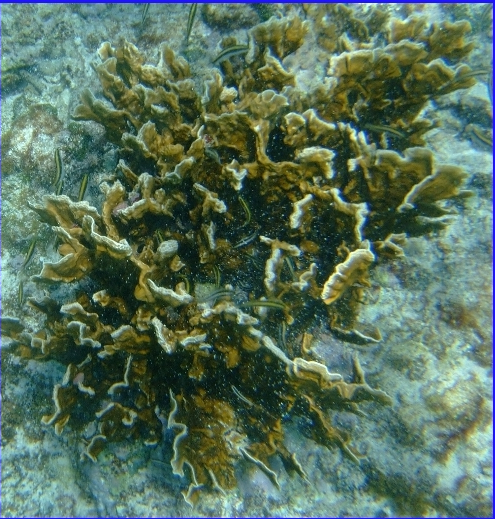